# Abbaye Notre-Dame d'Olivet
Ne doit pas être confondue avec l'abbaye de Clermont, située à Olivet.
L’abbaye d'Olivet est une ancienne abbaye cistercienne, qui était située sur le territoire de la commune de Saint-Julien-sur-Cher, dans le Loir-et-Cher.
Fondée en 1145 par les moines de la Cour-Dieu, l'abbaye est assez prospère jusqu'à l'instauration de la commende, qui fait décliner l'abbaye.
Fermée par la Révolution, l'abbaye est partiellement détruite. Les vestiges subsistants sont classés en 1963 au titre des monuments historiques.

## Situation
L'abbaye est située le long du Cher, au pied du coteau, un peu en amont des bourgs de Saint-Julien et de Villefranche-sur-Cher.

## Histoire

### Fondation
L'abbaye d'Olivet est fondée par des moines de l'abbaye de la Cour-Dieu en 1144 ou 1145. La fondation est permise par le don de terres que fait Étienne de Graçay sur les terres de son vassal Eudes de Misère ; la création de cette abbaye est pour Étienne de Graçay une expiation, imposée par l'archevêque de Bourges Pierre de La Châtre et le roi Louis VII, pour l'expédition que le seigneur a menée contre l'abbaye Saint-Satur, et qui s'est conclue par l'incendie de celle-ci.
Certaines sources avancent une filiation à Noirlac, et donc à la lignée de Clairvaux. Un nommé Berthélémy est le premier abbé.

### Moyen Âge
L'église est construite au XIIIe siècle ; l'économie et la spiritualité de l'abbaye sont florissantes jusqu'au début du XVIe siècle. Sa prospérité est cependant relative, puisqu'elle ne fonde aucune abbaye-fille durant ses six cent-cinquante années d'existence.
Des textes anciens évoquant l'abbaye mentionnent l'existence d'un port et d'un moulin sur la rivière. Des reconstructions, notamment de l'aile sud, ont lieu au XVe siècle, ce qui laisse supposer des destructions concomitantes à la guerre de Cent Ans. C'est l'abbatiale qui est reconstruite à la fin du Moyen Âge.
Le 22 octobre 1517, Yves Compain est cité comme abbé régulier (et non commendataire) de l'abbaye.

### Sous la commende
Au XVIe siècle, l'abbaye d'Olivet est mise en commende, ce qui provoque un déclin rapide. Nicolas de Hally, originaire de Jouveaux, également prieur de Montbotin à Saint-Léger-Dubosq, est abbé commendataire de l'abbaye Notre-Dame d'Olivet au 17e siècle.
L'abbaye est très brièvement mentionnée dans le Voyage littéraire… d'Edmond Martène et Ursin Durand. Quand ils se rendent à l'abbaye, en effet, le prieur en est absent et ils n'en voient presque rien, sauf l'abbatiale. Le cloître est remanié à cette époque, ainsi que le logis abbatial.

### Après la Révolution
Une partie des boiseries Renaissance qui décorent l'abbatiale, et qui seraient, d'après la tradition, l'œuvre des moines eux-mêmes, est transférée à la Révolution dans l'église Saint-Loup du village éponyme. Ces boiseries sont décorées de panneaux montrant respectivement sainte Véronique, la scène de l'Ecce homo, la résurrection de Lazare et la décollation de Jean-Baptiste, ainsi que saint Georges et saint Martin. L'église Saint-Loup accueille également une sculpture représentant Marie et sa mère Anne.

## Abbaye
Aujourd'hui subsistent de l'abbaye la salle capitulaire d'origine (XIIIe siècle), classée monument historique en 1963, et deux des quatre ailes du cloître, reconstruit au XVIIe siècle.

## Abbés commendataires
- François Gaultier[11], (Rabodanges 1670- 1718 ou 1720), nommé aussi abbé de Savigni, un des négociateurs de la paix d'Utrecht, abbé d'Olivet 1712-
- Antoine Joseph de Fiennes (+ décembre 1727) abbé d'Olivet 1721-1727
- [12]
- Louis Gaspard de Polastron, abbé 1729-1744
- N. de Fleurigny abbé 1744-1748
- Jean-Baptiste du Plessis d'Argentré (1720-1805), grand vicaire de Limoges, abbé 1748[13]-Révolution